# Mỹ Sơn
Koordinaten: 15° 46′ 0″ N, 108° 7′ 0″ O
| Mỹ Sơn |

My Son (vietnamesisch: Mỹ Sơn „schöner Berg“, von chin. 美山) ist eine Tempelstadt in Zentralvietnam. Im Jahr 1999 wurde sie zum Weltkulturerbe erklärt.

## Geographie
My Son liegt in der Provinz Quảng Nam, etwa 25 Kilometer westsüdwestlich der ehemaligen Hafenstadt Hội An.

## Geschichte
Ab dem 2. oder 3. Jahrhundert entstand an der Küste Vietnams die Cham-Kultur. Kulturell war diese stark von der indischen Kultur beeinflusst, was sich insbesondere in der Übernahme hinduistischer Glaubensvorstellungen (hauptsächlich Shivaismus) und in der Kunst ausdrückte.
Aus Champa, dem Reich der Cham, sind in My Son mehr als 70 Tempel, die in der Regel aus einem zentralen turmartigen Bauwerk und kleineren umliegenden Gebäuden bestehen, erhalten geblieben.
Im Jahr 2002 begannen Ausgrabungen, die Teil eines Projektes sind, das mit 70.000 Dollar von der UNESCO gefördert wird. 
Der berühmteste Turm war 24 Meter hoch und mit Bildhauereien von Löwen und Elefanten verziert. Er wurde 1969, als das Gebiet während des Vietnamkrieges von US-amerikanischen Flugzeugen bombardiert wurde, zerstört. Während dieser Bombardements wurden insgesamt 50 der rund 70 zuvor von den Archäologen der École française d’Extrême-Orient in der ersten Hälfte des 20. Jahrhunderts verzeichneten Tempel schwer beschädigt oder zerstört. Wiederaufbauarbeiten – unterstützt durch internationale Experten – gestalten sich außerordentlich schwierig, da die fugenlose Bauweise der Cham bisher nicht reproduzierbar ist und der Einsatz von Mörtel zu unschönem Moosbewuchs führt.

## Gliederung der Anlage
Die Anlage war nach dem Zerfall des Champa-Reiches in Vergessenheit geraten und Ende des 19. Jahrhunderts durch die französischen Kolonialherren wiederentdeckt worden. Die École française d’Extrême-Orient (EFEO) hat die Anlage gründlich untersucht und zum Teil auch restauriert. Henri Parmentier hat in diesem Zusammenhang die gesamte Anlage erfasst. Er fand die Überreste von insgesamt 71 Tempel. Diese Tempel hat er in 14 Gruppen zusammengefasst, wobei er den Gruppen Buchstaben zuwies und den einzelnen Tempeln der Gruppen fortlaufende Nummern. Die nebenstehende Abbildung zeigt die Lage der Tempel nach dieser Systematik.

## Weltkulturerbe
My Son wurde in die Liste der Weltkulturerbe aufgenommen, weil die Tempelstadt von My Son den Kulturaustausch und den Einfluss der hinduistischen Architektur auf Südostasien symbolisiert. Darüber hinaus war Champa ein wichtiger Bestandteil der politischen und kulturellen Geschichte Südostasiens, was von den Ruinen My Sons illustriert wird.

## Bilder

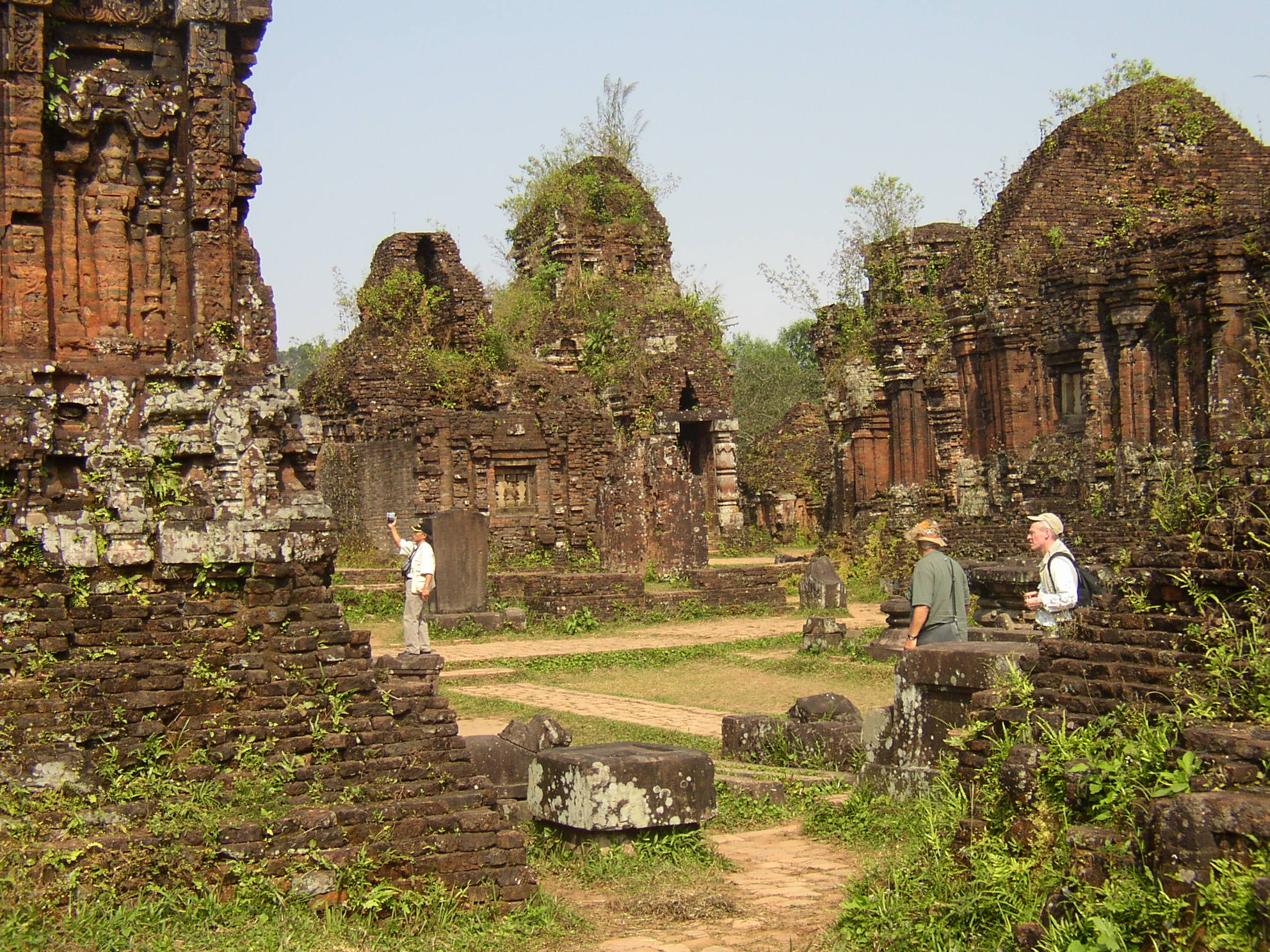
My Son
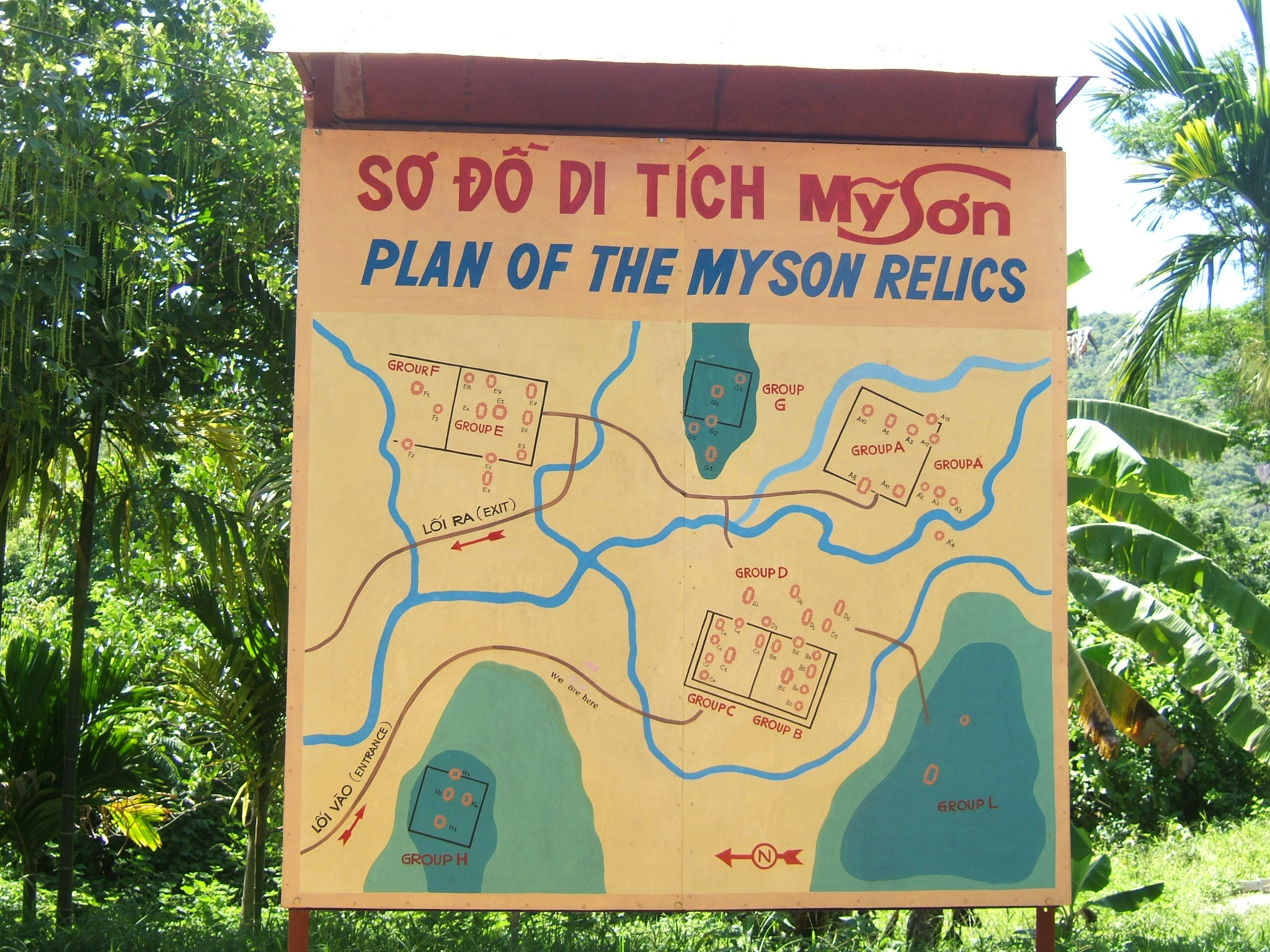
Lageplan
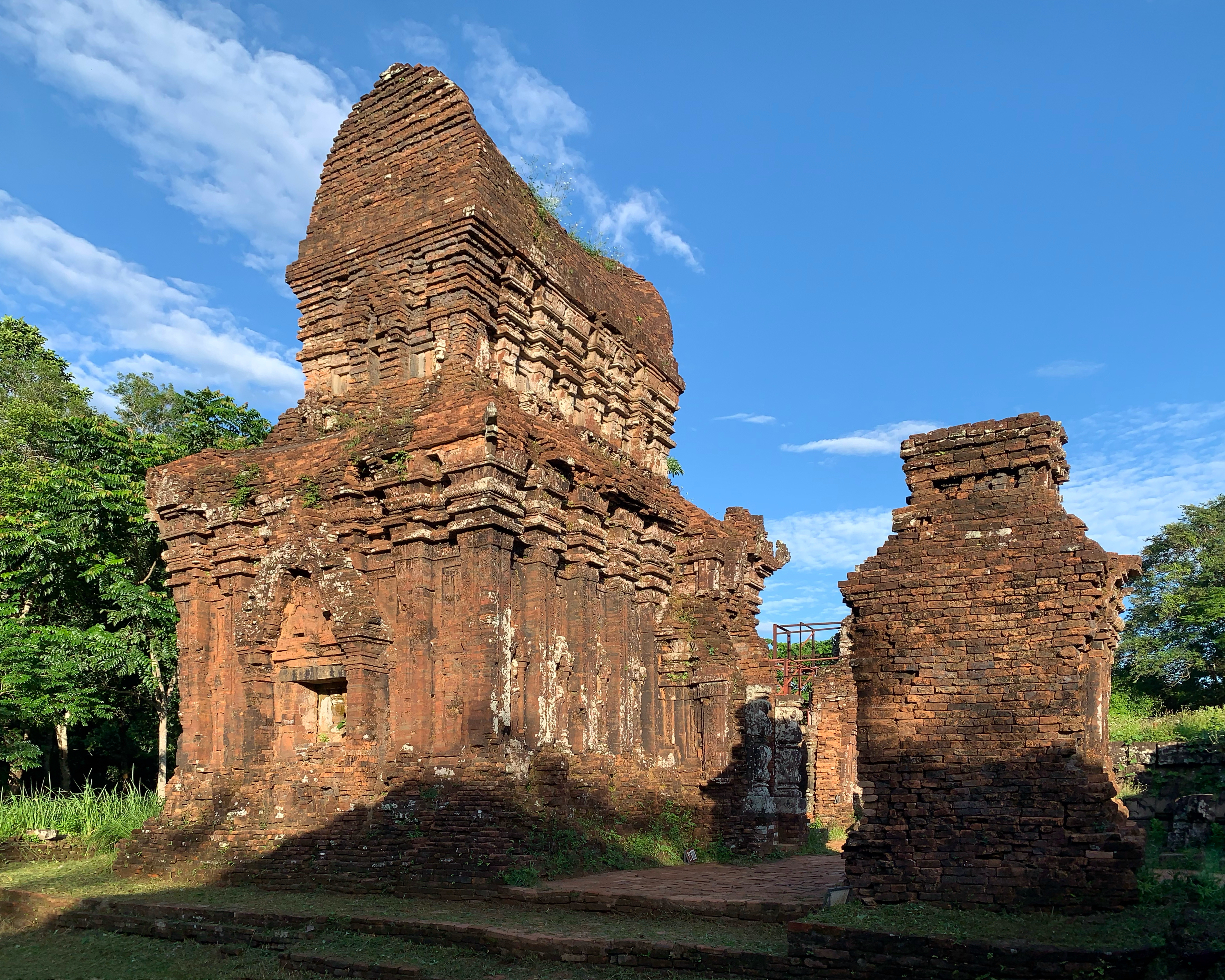
Struktur B5
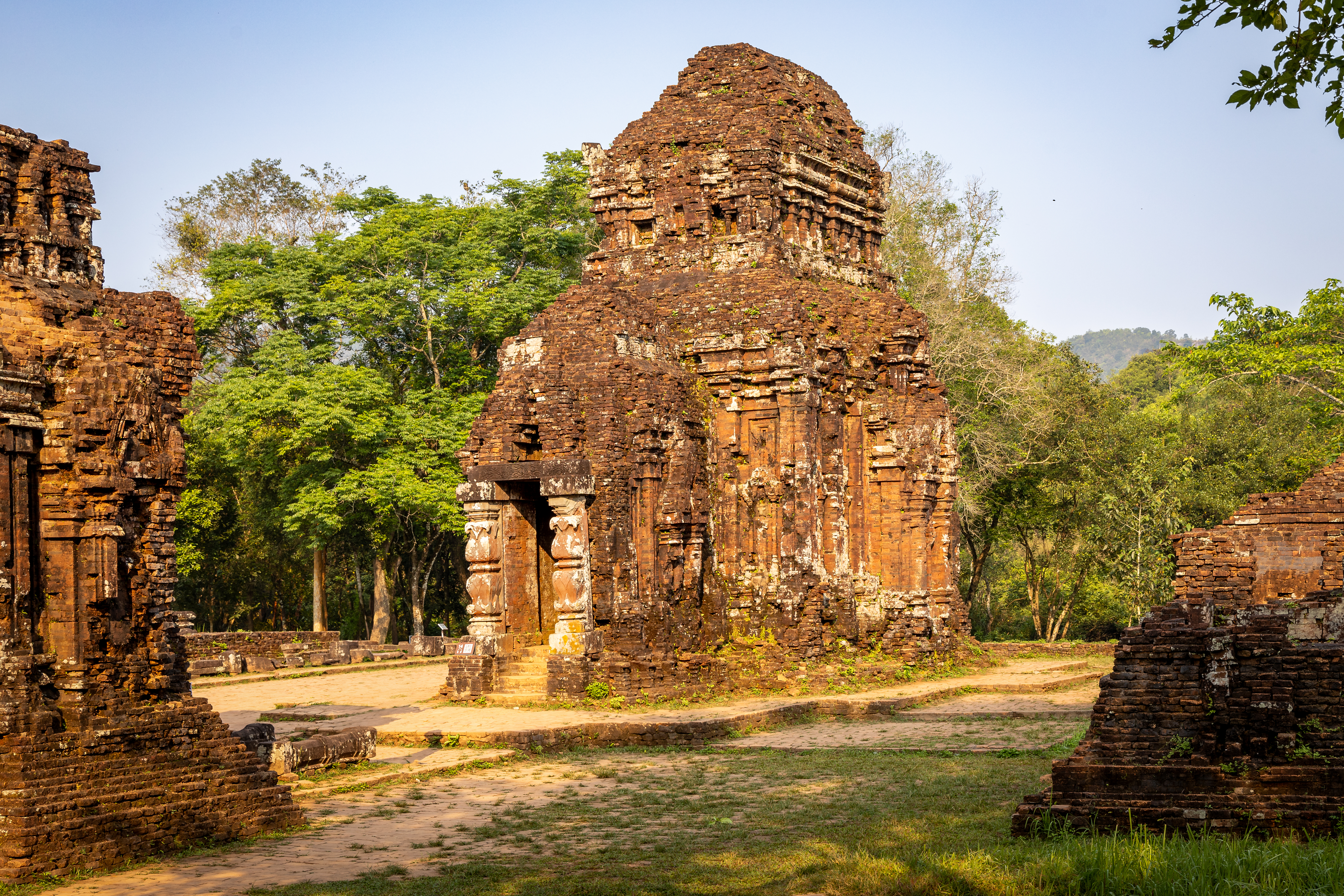
Struktur C1
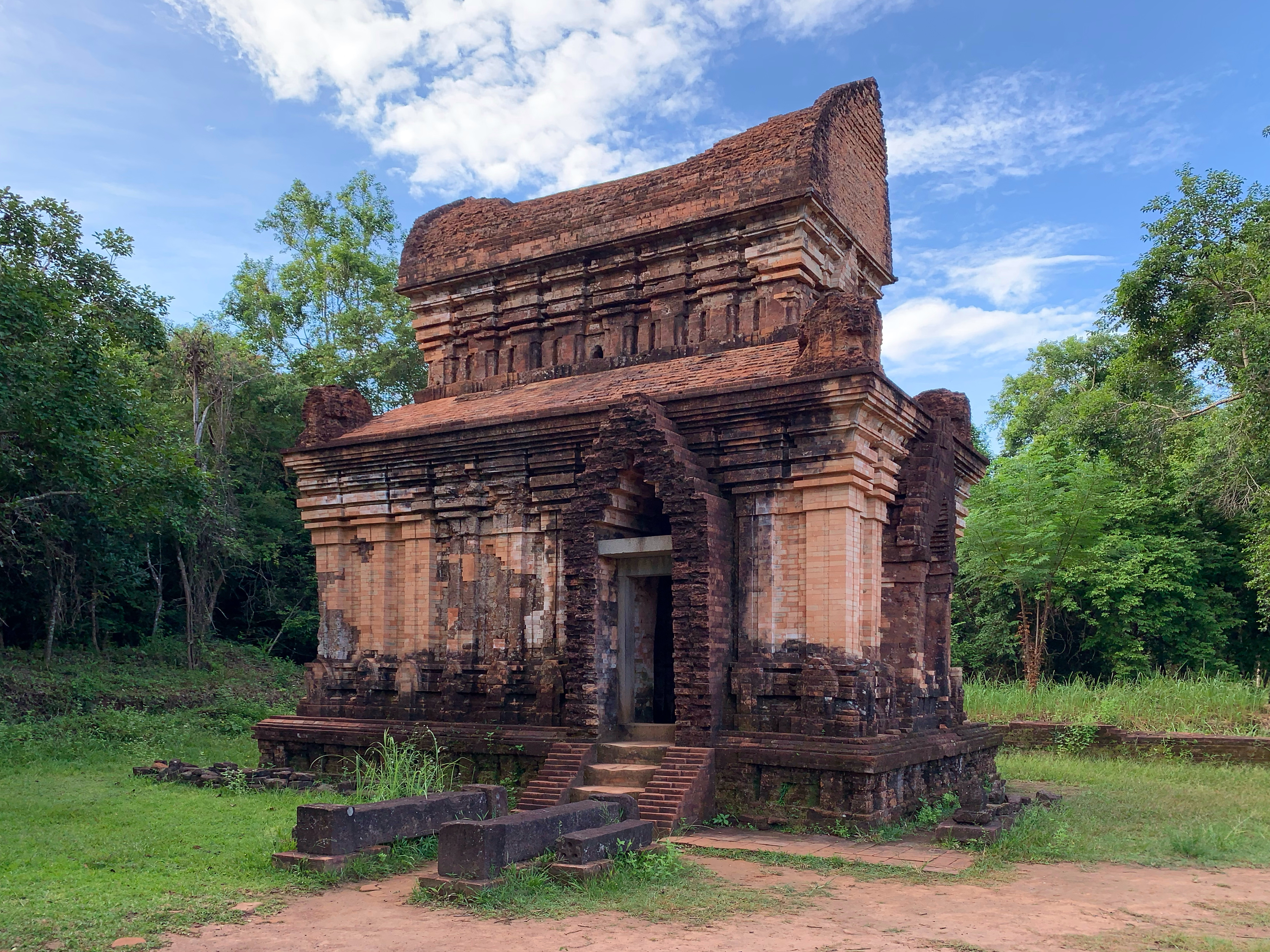
Struktur E7
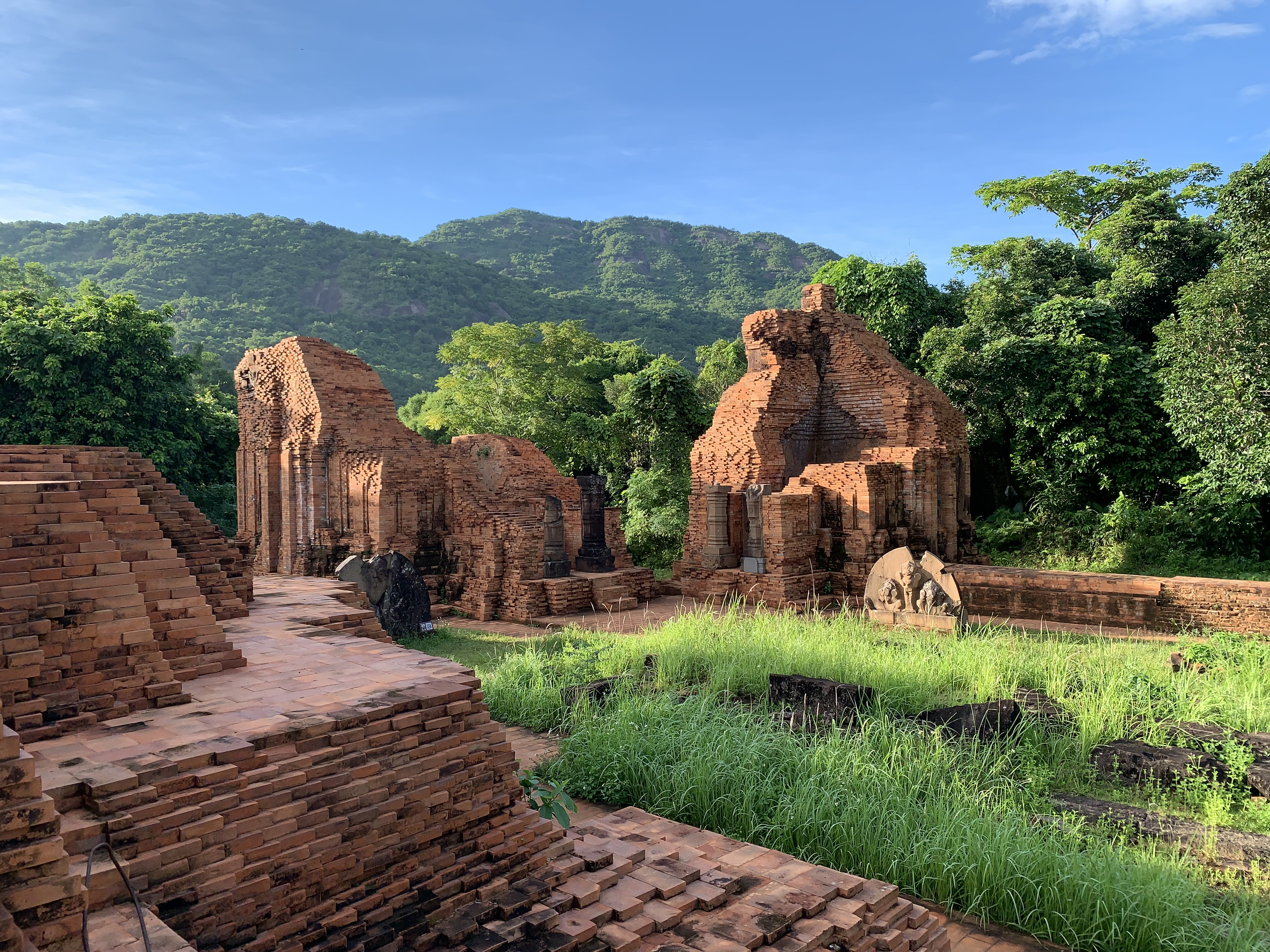
Gruppe A
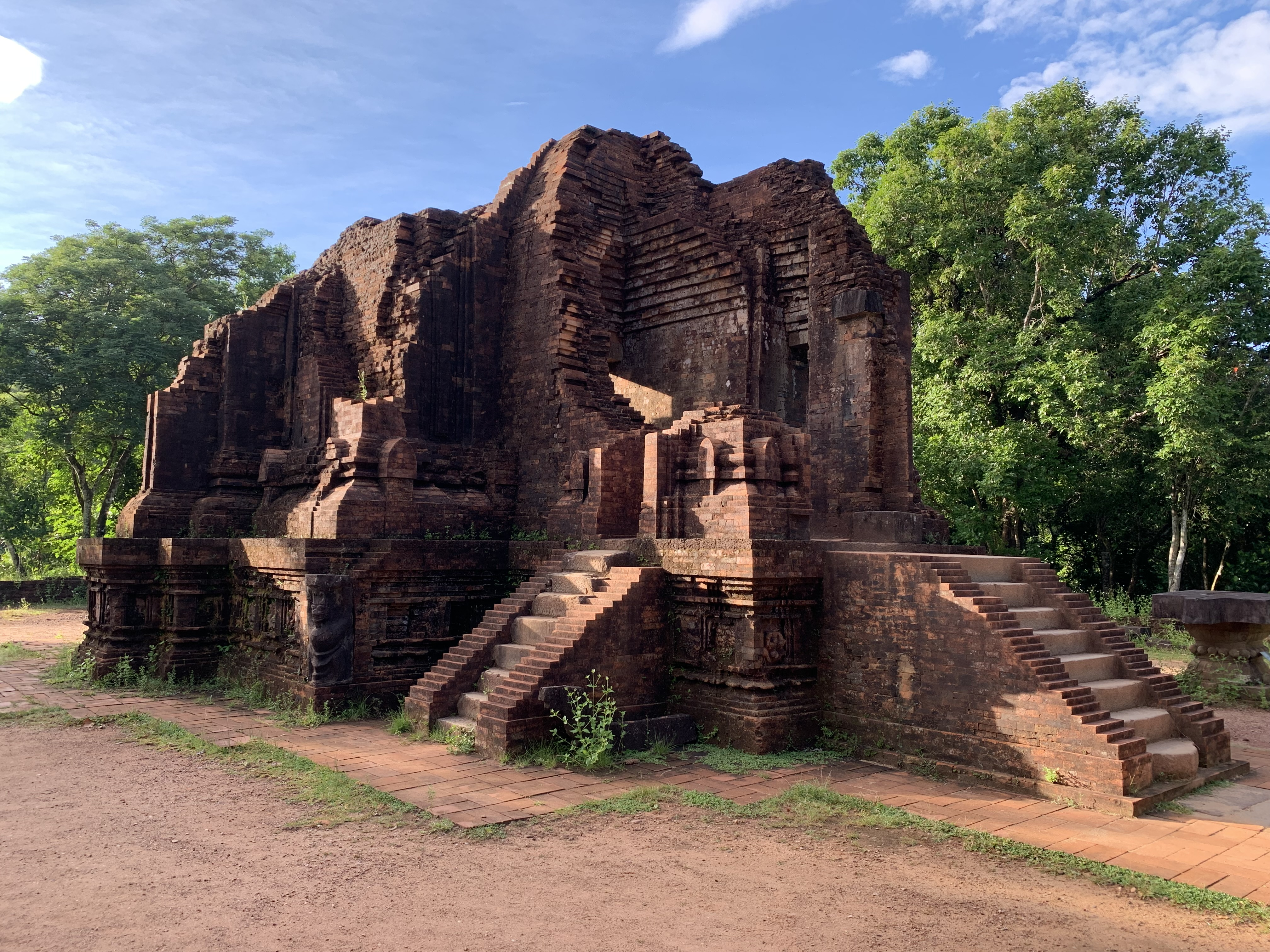
Struktur G1
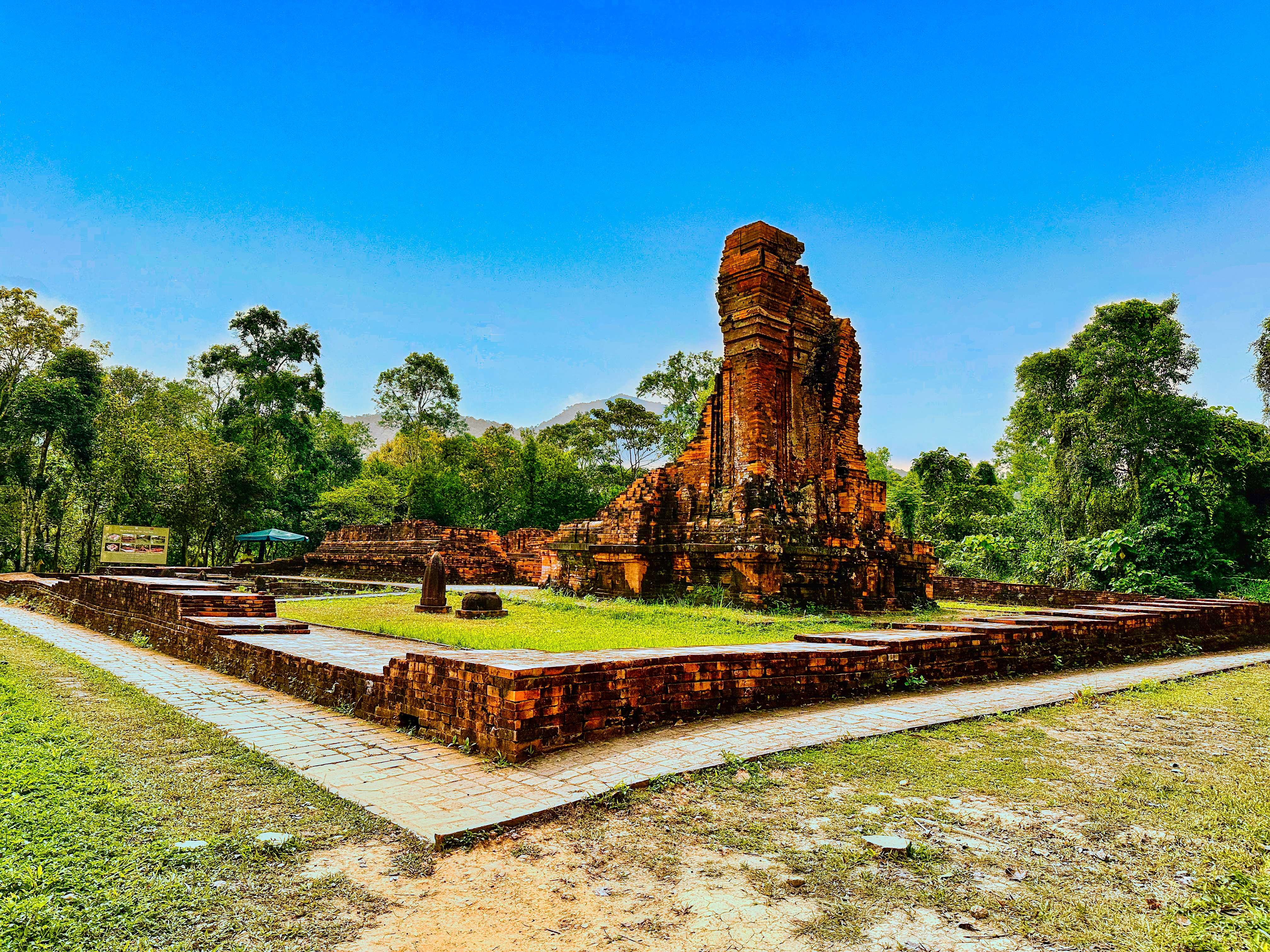
Gruppe H
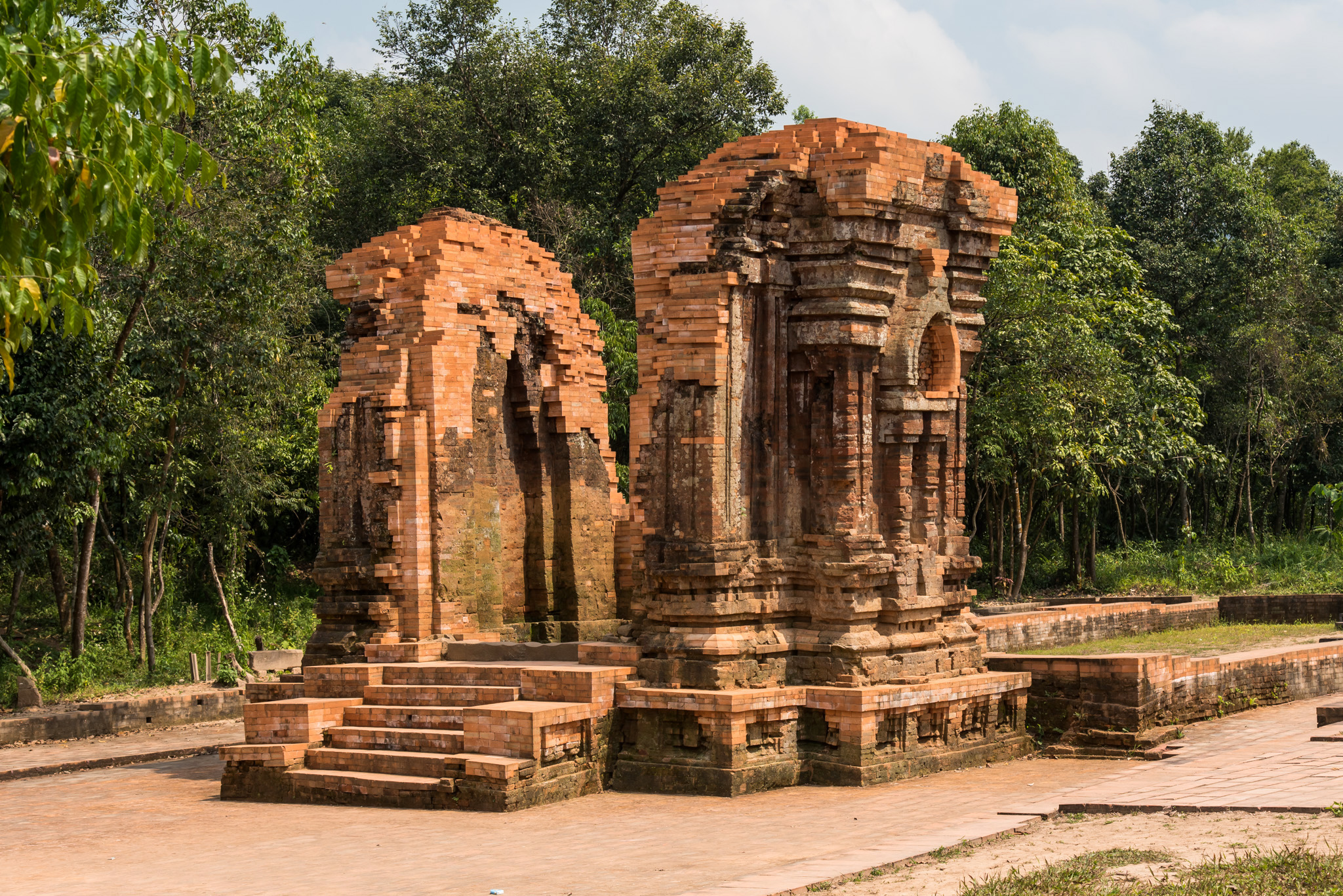
Gruppe K
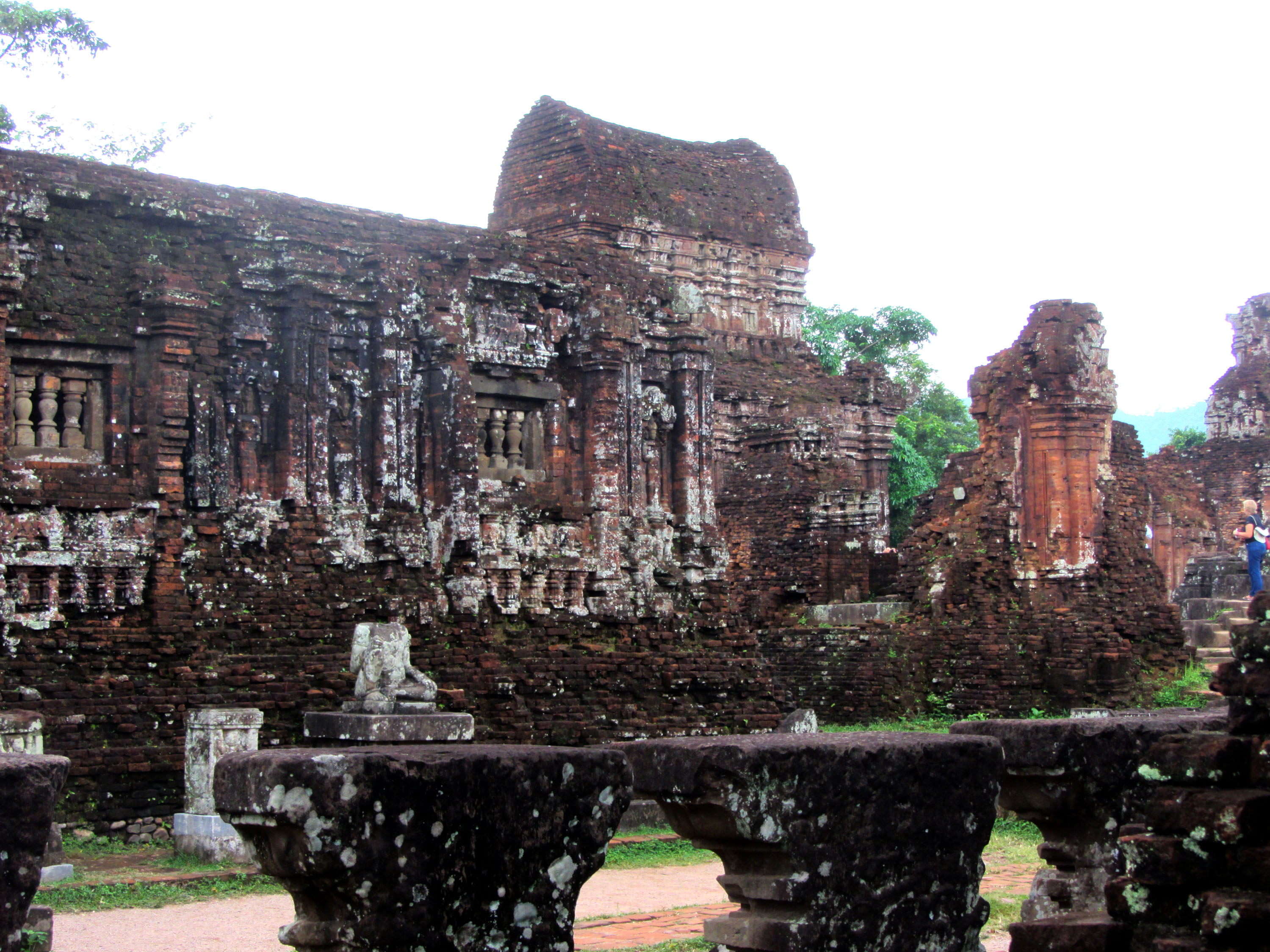
Tempel der Gruppen B und C
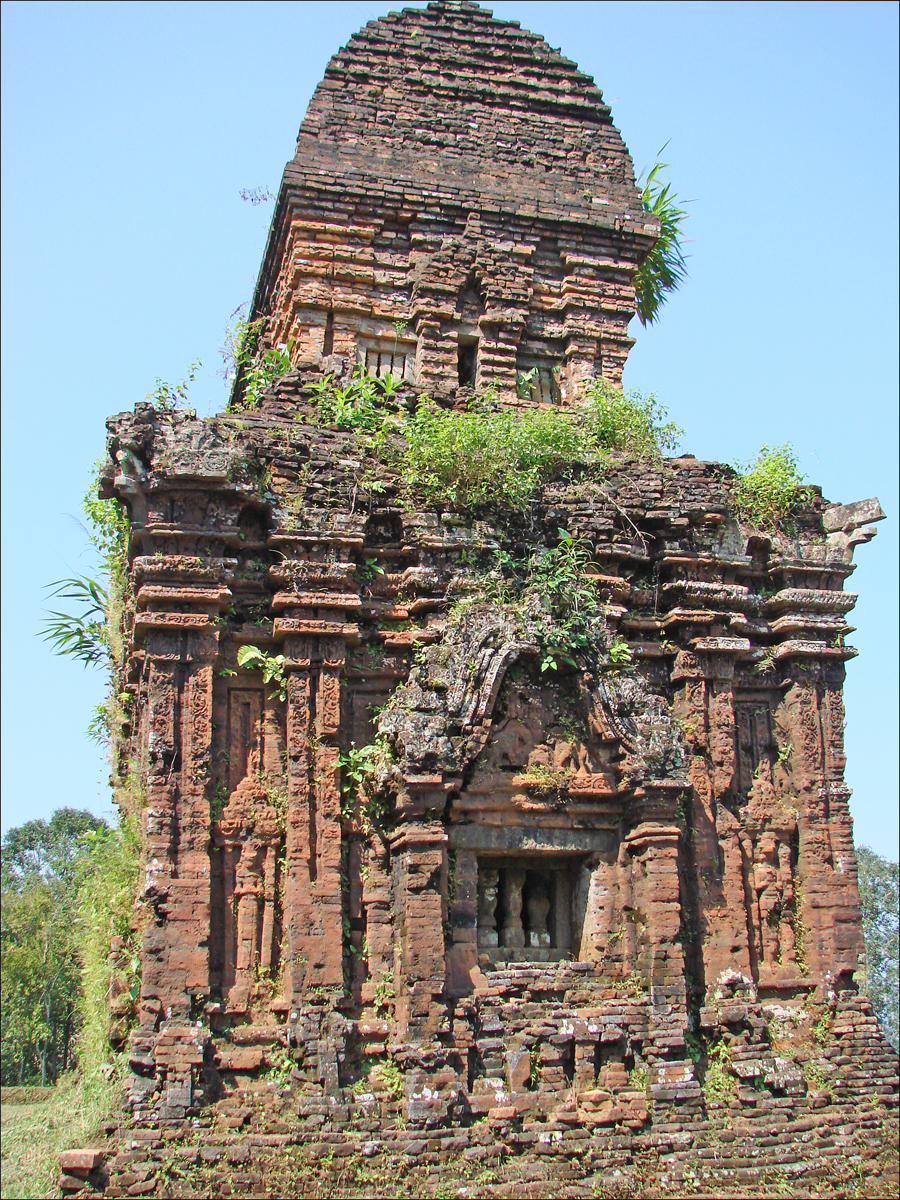
Tempel der Gruppe B
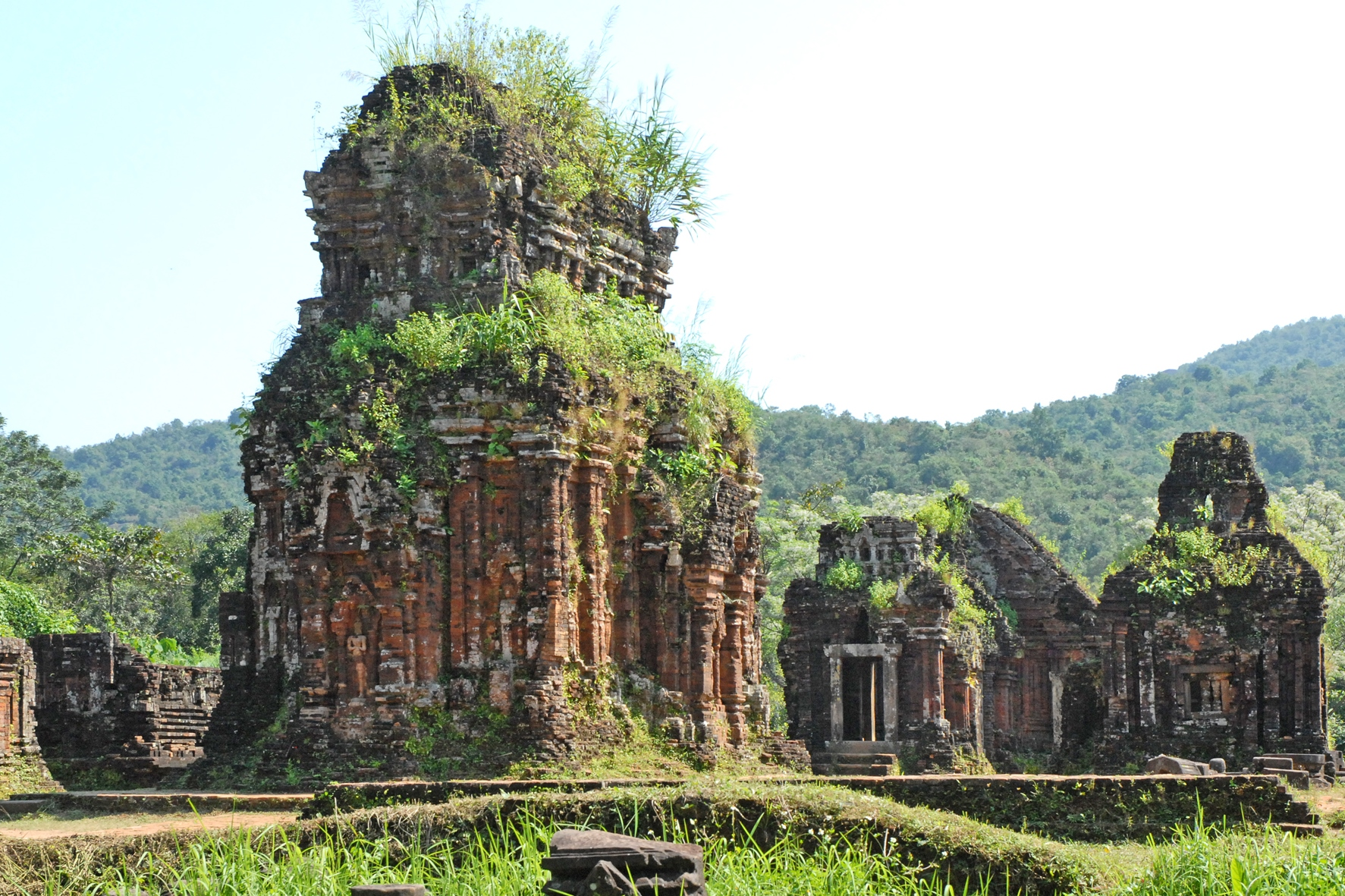
Tempel der Gruppe C
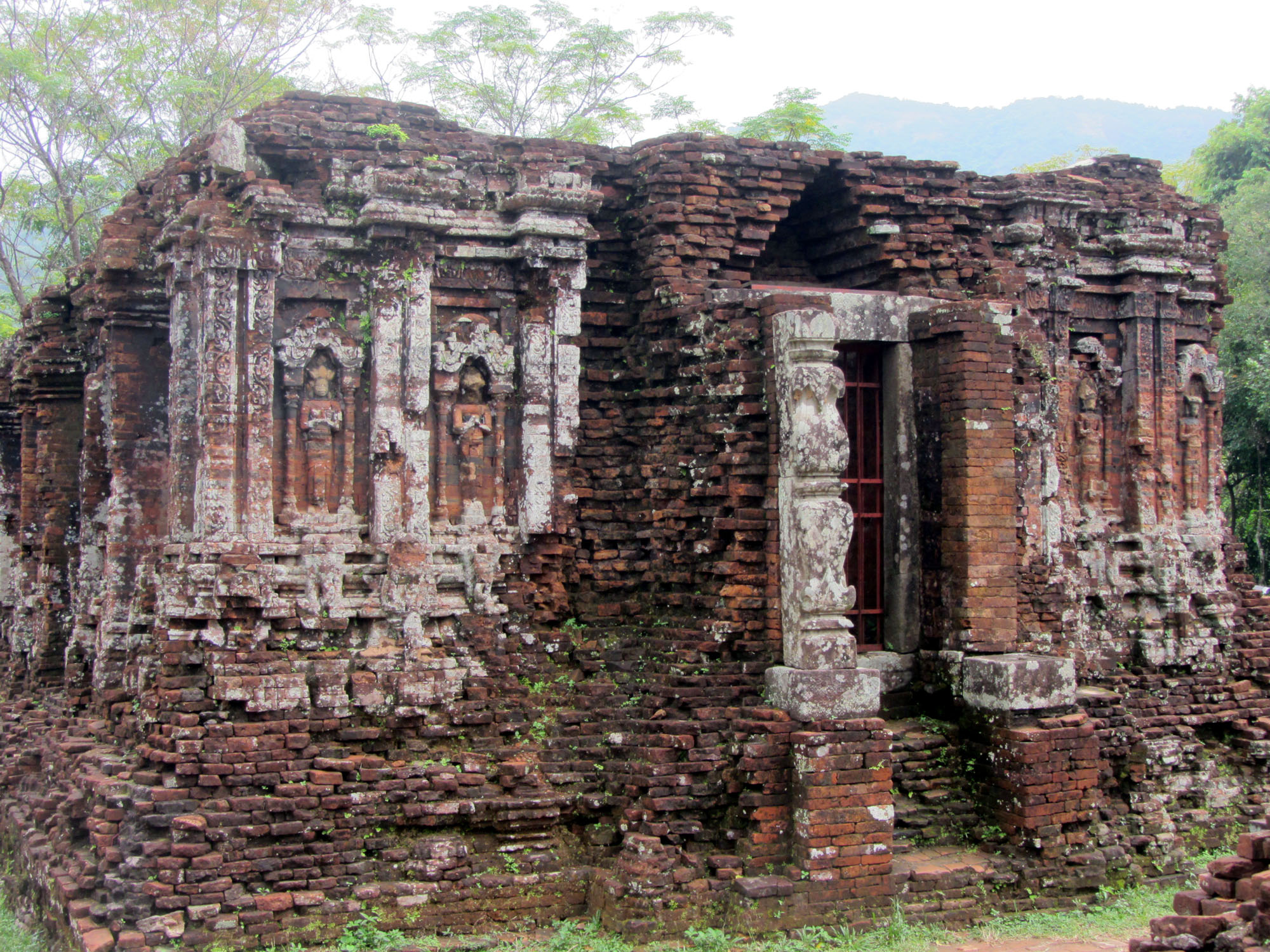
Tempel der Gruppe C
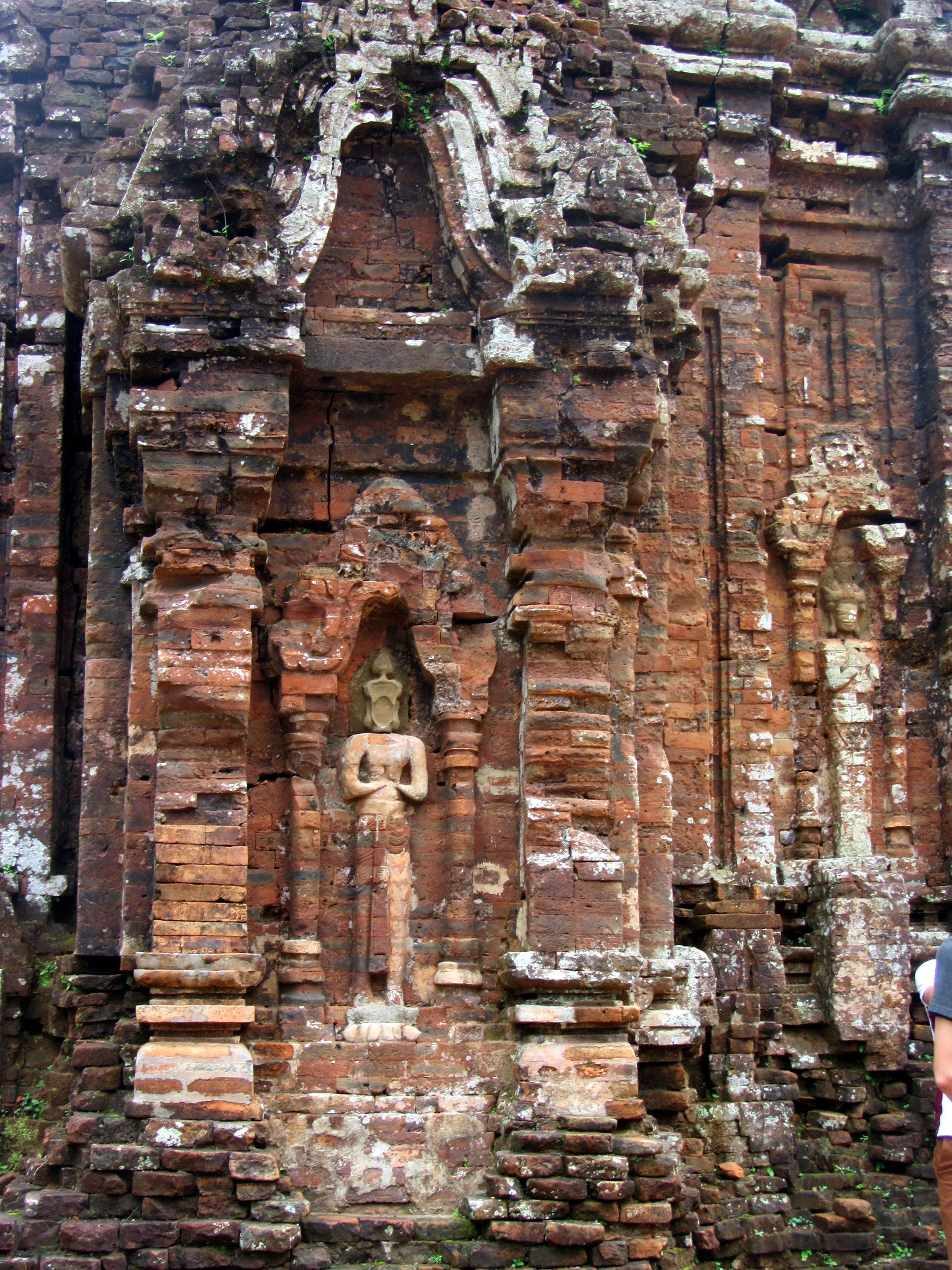
Ausschnitt Außenansicht von einem Tempel der Gruppe C
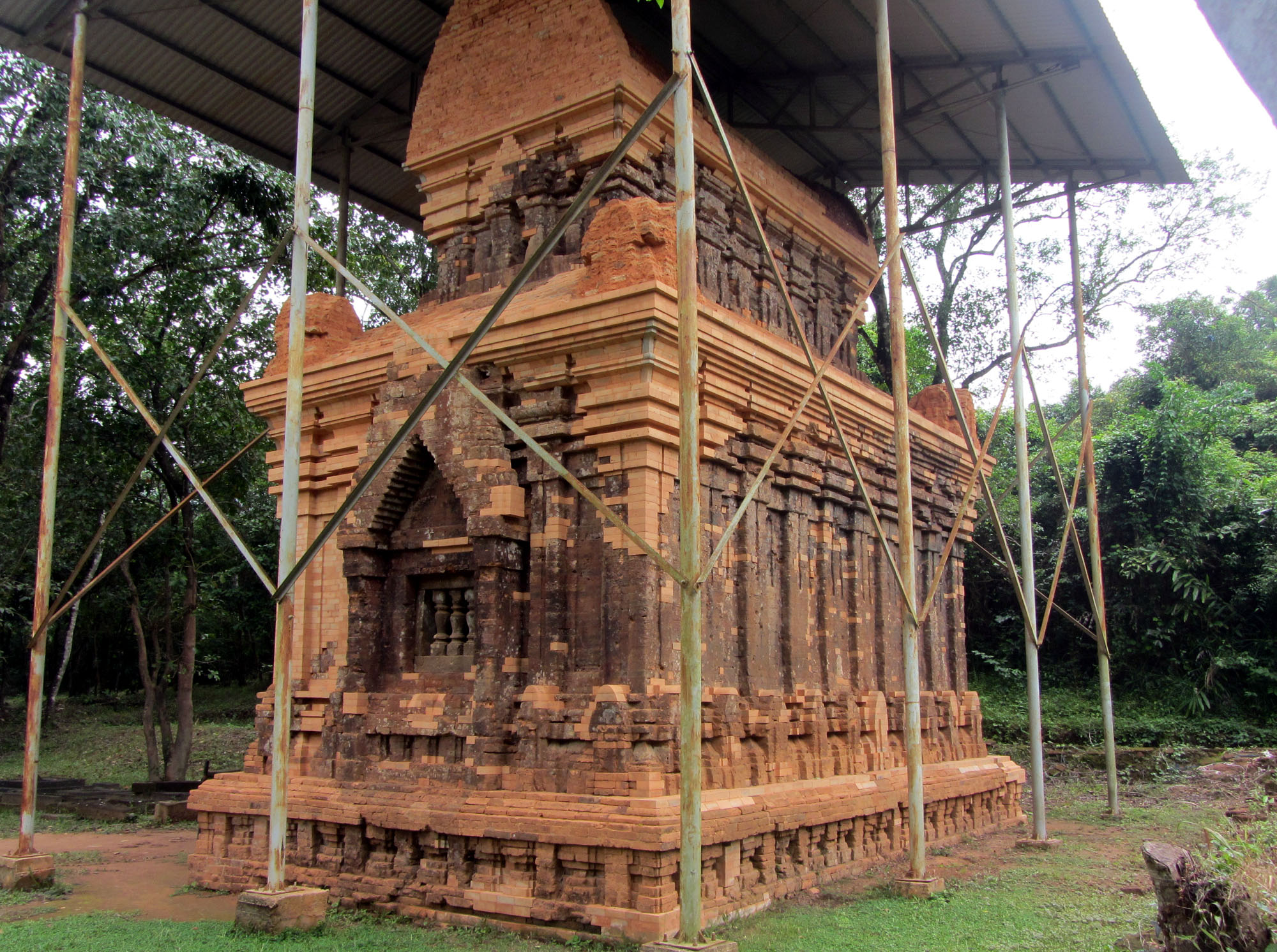
Tempel der Gruppe, die helleren Teile sind rekonstruiert
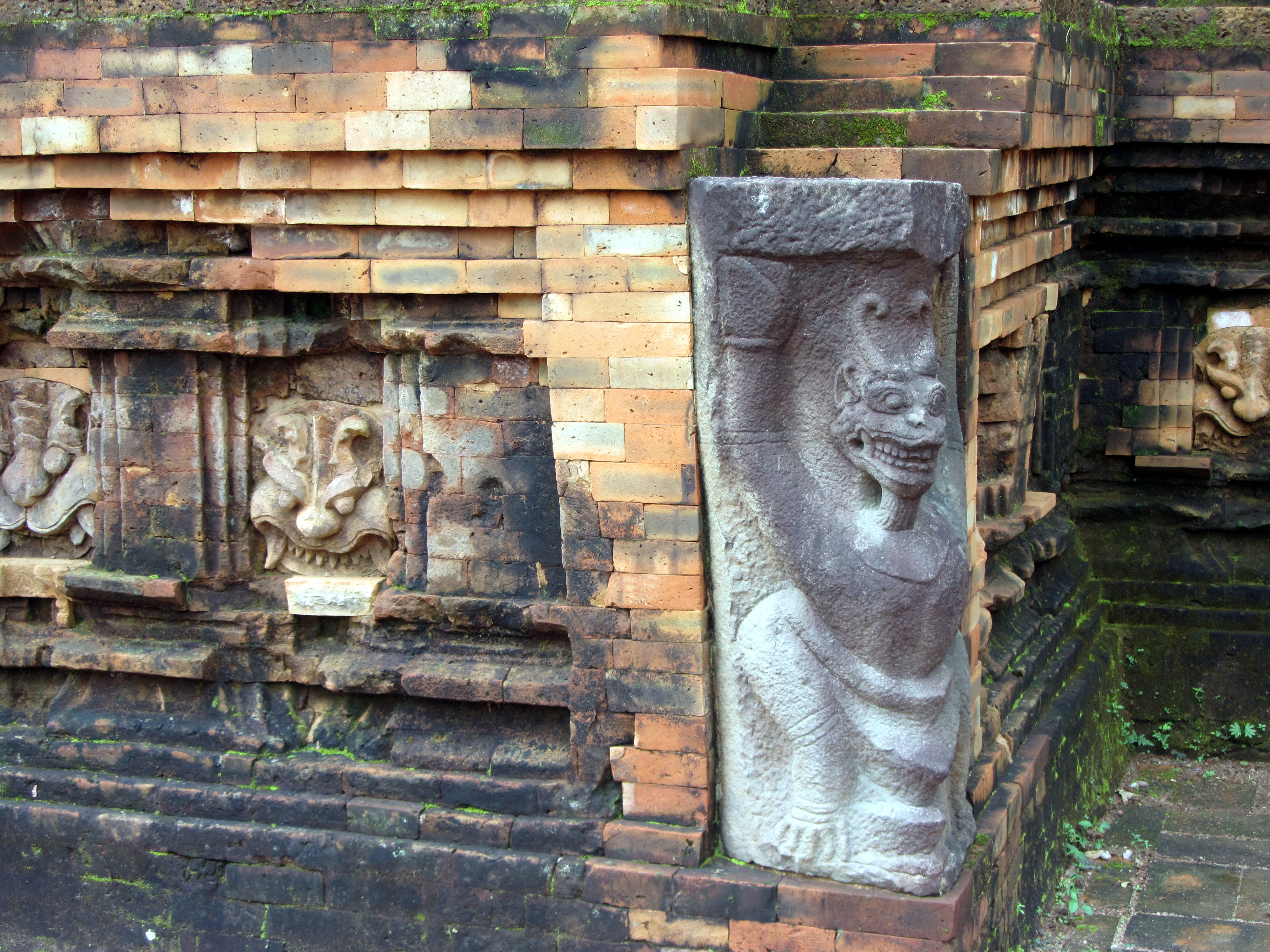
Ausschnitt von einem Tempel der Gruppe G

## Sonstiges
Unweit von Mỹ Sơn liegt die erste Hauptstadt der Champas, Trà Kiệu. Von dieser Stadt ist nahezu nichts mehr vorhanden.